# Nyctemera pratti
Nyctemera pratti là một loài bướm đêm thuộc phân họ Arctiinae, họ Erebidae.